# Dionysius Lardner

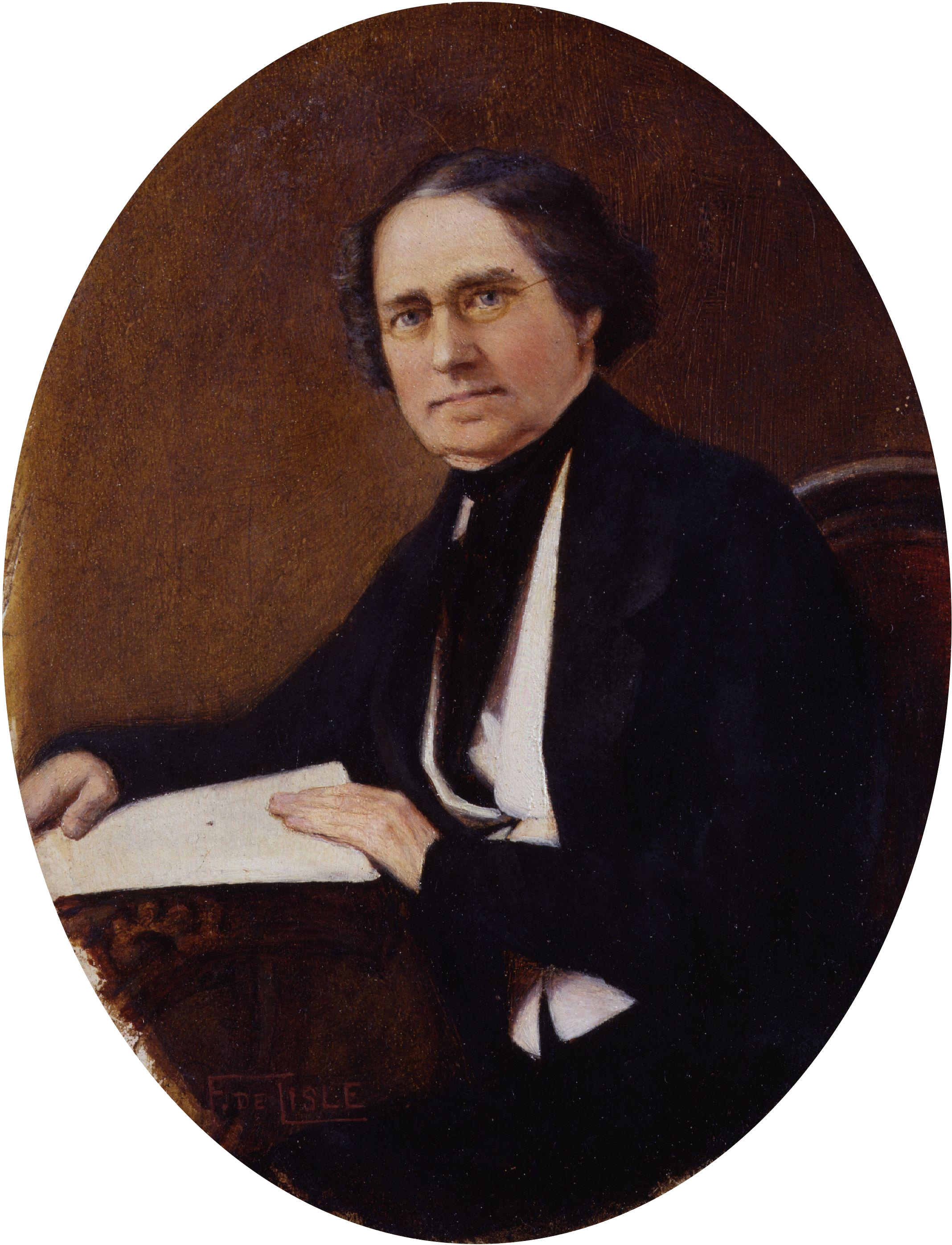
Dionysius Lardner, Edith Fortunée.

Dionysius Lardner (3 de abril de 1793 - 29 de abril de 1859) fue un escritor y científico irlandés que popularizó la ciencia y la tecnología, editor de la enciclopedia de 133 volúmenes Cabinet Cyclopedia.

## Primeros años en Dublín
Su padre era William Lardner, un abogado de Dublín, que quería que su hijo siguiese sus pasos. Después de pasar varios años trabajando con su padre, Lardner ingresó en el Trinity College en 1812, obteniendo una B.A. en 1817 y un M.A. en 1819. Contrajo matrimonio con Cecilia Flood el 19 de diciembre de 1815, pero se separaron en 1820 y se divorciaron en 1835. Durante la época en que estuvo separado, comenzó una relación con una mujer casada, Anne Maria Darley Boursiquot, la esposa de un comerciante de Dublín. Se cree que es el padre de su hijo, el actor y dramaturgo Dion Boucicault. Lardner lo apoyó con ayuda financiera hasta 1840. Estando en Dublín, comenzó a escribir y a leer artículos sobre matemática, y a contribuir con redacciones para la Academia Irlandesa.

## Carrera en Londres

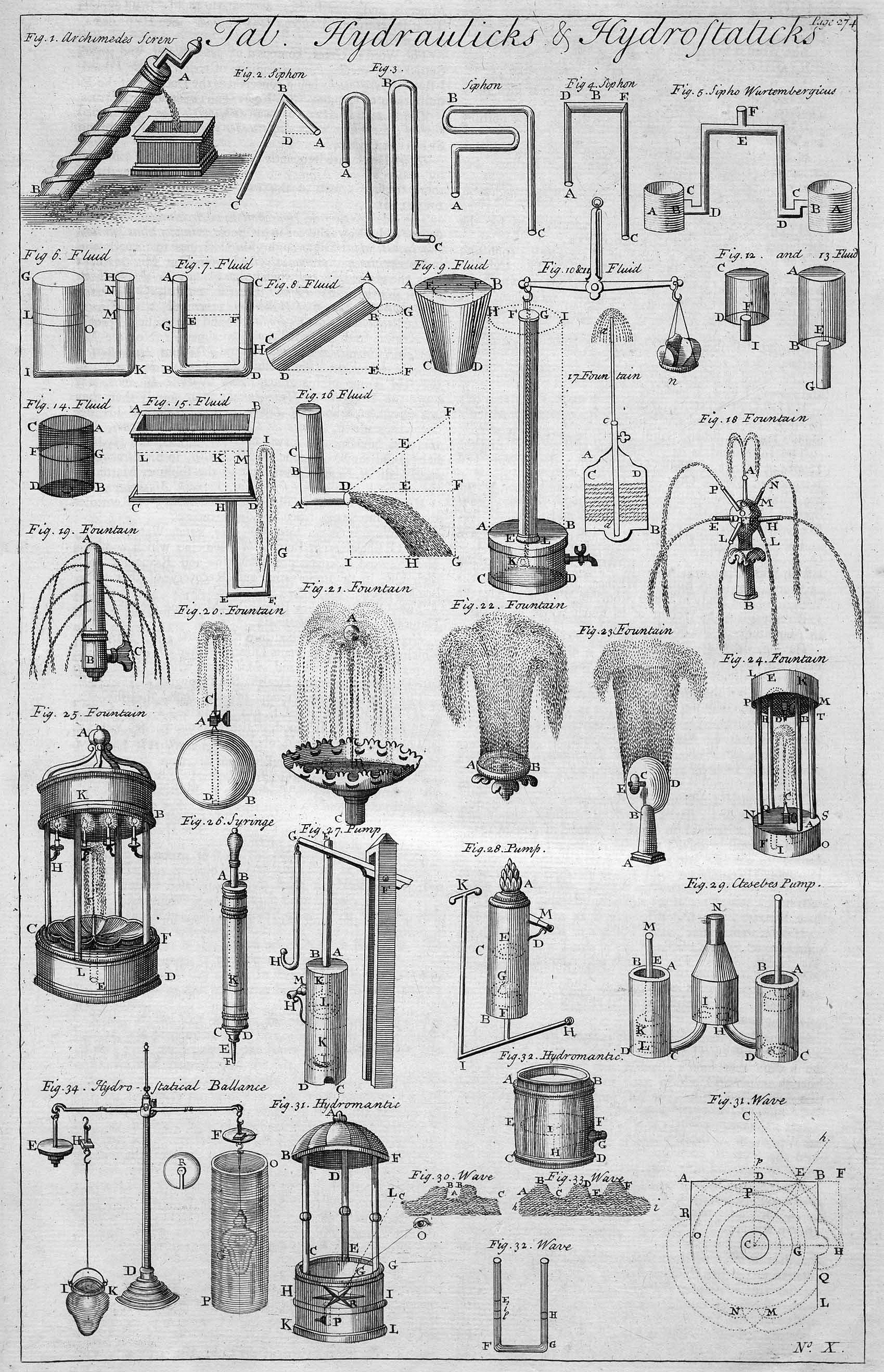
Hidrostática e hidráulica, según la Cyclopaedia de Lardner.

En 1828 Lardner comenzó a trabajar como profesor de filosofía natural y astronomía en Londres, un cargo que ocuparía hasta su renuncia de la cátedra, en 1831.
Aunque no se destacaba por su originalidad o su genialidad, Lardner se mostraba a sí mismo como un divulgador exitoso de la ciencia. Fue el autor de muchos tratados sobre matemática y física, tratando temáticas tales como geometría algebraica (1823), cálculo diferencial e integral, (1825) y varios libros de filosofía natural (1854-1856); pero es por haber sido el editor de Cabinet Cyclopaedia (1830-1844) por lo que es principalmente reconocido.
La Cabinet Cyclopaedia finalmente estuvo compuesta por 133 volúmenes, y varios escritores actualmente reconocidos contribuyeron en ella. Sir Walter Scott escribió la historia de Escocia y Thomas Moore la de Irlanda. Connop Thirlwall proveyó la historia de la Antigua Grecia, mientras que Robert Southey creó la sección de historia naval. Muchos científicos eminentes también contribuyeron a la enciclopedia. Lardner fue el autor de los tratados de aritmética, geometría, temperatura, hidrostática, mecánica (junto a Henry Kater) y electricidad (con CV Walker).
La Cabinet Library (12 vols., 1830-1832) y la obra Museum of Science and Art (12 vols., 1854-1856) fueron sus otros dos trabajos principales. Algunos de los manuscritos originales se encuentran intactos; Transactions (1824) se halla en exhibición en la Academia Irlandesa, Proceedings (1831-1836) en la Royal Society, y Monthly Notices (1852-1853) en la Astronomical Society.

## Escándalo
En 1840 la carrera de Lardner tuvo un contratiempo importante como producto de su relación con Mary Spicer Heaviside, la esposa del Capitán Richard Heaviside, de Dragoon Guards. Lardner huyó de París con Mary Heaviside, perseguida por su esposo. Aunque Heaviside amenazó a Lardner, no fue capaz de persuadir a su esposa para que regresase con él. Ese mismo año Heaviside demandó exitosamente a Lardner por perjuicios causados por adulterio y recibió una indemnización de £8.000. Los Heaviside se divorciaron en 1841, y en 1846 Lardner pudo casarse con Mary Heaviside. El escándalo causado por esta relación con una mujer casada terminaron con su carrera en Inglaterra, por lo que Lardner y su esposa vivieron en París hasta su muerte, en 1859. Pudo continuar con su trabajo en Estados Unidos entre 1841 y 1844, una carrera que le dio buenos resultados financieros.

## Información complementaria
Lardner es mencionado en la obra de Karl Marx 'Das Capital' y era altamente respetado por el economista. Formó parte de la fundación de la Universidad de Londres, siendo la primera persona en ocupar el puesto de Profesor de Historia Natural y Astronomía en la misma. Fue una de las influencias para la idea de Charles Babbage de la máquina diferencial, y su debacle de imagen en 1840, cuando adquirió mala fama por haber escapado con Mary Heaviside, contribuyó al rechazo por parte de la sociedad de las ideas de Babbage.
Cuando trabajó en América, Lardner recibió dinero por parte de Norris Brothers, la mayor firma de constructores de locomotoras, para que investigase un accidente fatal sucedido en Reading, cerca de Filadelfia, en donde una caldera había explotado en un tren nuevo. Lardner dijo que el accidente había sido causado por un rayo, lo cual significaba que Norris Brothers no era responsable por el mismo. Un comité organizado por el Franklin Institute señaló que no había habido ningún rayo en el momento del accidente, sino que el indicador de agua estaba mal diseñado y los laterales, supuestamente hechos en acero, eran de otro material. El jurado fue persuadido por Lardner de que el accidente había sido un "acto de Dios", pero la compañía comenzó a realizar sus locomotoras con acero de buena calidad luego del incidente.